# 北里柴三郎
北里柴三郎（日语：／ Kitazato Shibasaburō，1853年1月29日—1931年6月13日），日本醫學家和细菌學家。從二位・勲一等旭日大綬章・男爵・醫學博士。
北里柴三郎是許多重要機構的創始人，包括私立傳染病研究所（現・東京大學醫科學研究所）、土筆岡養生園（現・北里大學北里研究所醫院）、私立北里研究所（現・學校法人北里研究所）。此外也是北里大學校祖、慶應義塾大學醫學科（現・慶應義塾大學醫學部）創始人兼初代科長、慶應義塾大學醫院初代院長、日本医师会創始人兼初代會長。

## 生平
嘉永五年12月20日（1853年1月29日）出生於肥后国北里村（今熊本县阿苏郡小国町北里）中，世代擔任北里村總村長的北里氏支系家庭。
慶應二年（1866年）前往現今的熊本市，进入田中司马（儒者、医学）的私塾學習。
明治二年（1869年）12月，於熊本藩的藩校时习馆，钻研學問和武藝。
明治四年（1871年）2月，就學於熊本古城医学所医院，師從荷蘭醫師曼斯菲尔特（Constant George van Mansveldt）。
明治八年（1875年）4月，22歲的北里柴三郎進入东京医学院（1877年改名為東京大學医学部）就讀。
明治十六年（1883年）4月，與第六任日本銀行总裁松尾臣善长女松尾乕结婚，同年7月自东京大学医学部毕业[12]（预科3年，本科5年的课程，以7年半完成），11月起任職於内务省卫生局。
明治十八年（1885年）11月，奉命赴德國留学。

### 研究生涯
明治十九年（1886年）1月，进入德国柏林大学的羅伯·柯霍研究室從事研究工作。
明治二十二年（1889年）與德國科學家埃米爾·阿道夫·馮·貝林以純培養方式，成為世界上首度培养出破伤风菌的科學家。
明治二十三年（1890年）於世界上首次发現血清疗法，开发出針對白喉和破伤风毒素的抗血清。同年12月獲得日本皇室補助金1000日元，用於研究肺結核治療，留學期限延長一年。
明治二十四年（1891年）8月，获得医学博士学位。返回日本之後，在福澤諭吉私人出資及多方援助之下，於東京芝公園成立传染病研究所，北里柴三郎擔任第一屆所長。
明治二十七年（1894年）2月，传染病研究所迁移到芝区爱宕町，製造白喉抗血清并开始进行治疗。同年5月，日本政府派遣北里柴三郎至香港調查當地爆發的嚴重鼠疫。6月，北里團隊宣佈发现了傳染鼠疫的病原體；大約在相同時間，瑞士裔法國醫生亞歷山大·耶爾森也宣佈发现了鼠疫桿菌。後來北里柴三郎的發現被證明有事實錯誤:150-151。鼠疫細菌最初被稱為巴氏桿菌（pasteurella pestis），之後改稱為耶爾森氏菌。
明治三十二年（1899年）3月，傳染病研究所改制為國立機構，移交給日本內務省管轄，北里柴三郎於4月就任改制後第一任所長。
明治三十四年（1901年），北里柴三郎及埃米爾·阿道夫·馮·貝林獲得首屆（1901年）諾貝爾生理學或醫學獎（最終15人名單）的提名，但最終只有埃米爾·阿道夫·馮·貝林獲獎。雖未獲獎，但北里、貝林2人共同開發血清療法的史實已被確認。日本學界設有貝林、北里獎（ベーリング・北里賞），纪念北里柴三郎的贡献。2015年，為紀念北里教授而設立的北里研究所、北里大學分別迎接100週年、50週年之後的第一年，該校教授大村智獲得日本人第23個諾貝爾獎、第3個諾貝爾生理學或醫學獎。理事長、校長在祝賀聲明中，將大村智比喻為「北里的繼承人」：
|  | 北里研究所的創始人北里柴三郎博士，曾在德國成功培養破傷風菌、確立血清療法，名列首屆諾貝爾生理學或醫學獎候選人，卻留下反常落選的遺憾。如今超過一世紀後，大村教授獲得了諾貝爾獎，可謂繼承了北里博士的學統，令人感慨萬千。 |

前理化學研究所所長、諾貝爾化學獎得主野依良治評論：「（大村智的獲獎）達成了北里柴三郎教授的悲願」。
明治三十九年（1906年）4月，出任日本联合医学会会长。9月被任命为帝国学士院会员。11月，傳染病研究所遷至東京白金台新大樓。
明治四十一年（1908年）6月，迎接恩师羅伯·柯霍夫婦訪日。
大正二年（1913年），日本结核预防协会成立，北里柴三郎出任副会长。
大正三年（1914年），传染病研究所从内务省移交给文部省，并入东京帝国大学时，反对移管而辞去所长。此时，以志贺洁为首的研究所全体职员一起提出了辞呈。传研骚动。11月5日投入私人费用设立北里研究所。第一任所长。
大正四年（1915年），在设立恩赐财团济生会芝医院（现在的东京都济生会中央医院）的同时成为第一任院长。
大正五年（1916年）11月，合并府县的医师会，成立大日本医师会，就任会长。
大正六年（1917年），北里柴三郎致力於慶應義塾大学医学部的创立，成为第一代学部长（医学专业1920年（大正9年）改称为医学部）。
大正十二年（1923年），日本医师会创立。就任第一任会长。
大正十三年（1924年）2月，男爵叙爵。
昭和三年（1928年）5月辞去医学部长一职，就任顾问。
昭和六年（1931年）6月13日5點，北里柴三郎因脑溢血病逝於東京麻布的家中，享壽七十八歲。6月17日，於青山齋場舉行葬礼，長眠於東京青山靈園。

## 貢獻
- 1889年：與埃米尔·阿道夫·冯·贝林一起在世界上最先成功培養破傷風菌。
- 1890年：在世界上首次發現血清疗法，开发出对白喉和破伤风毒素的抗血清。
- 1894年2月：製造白喉抗血清。
- 1894年6月：发现腺鼠疫病原菌。

## 榮譽

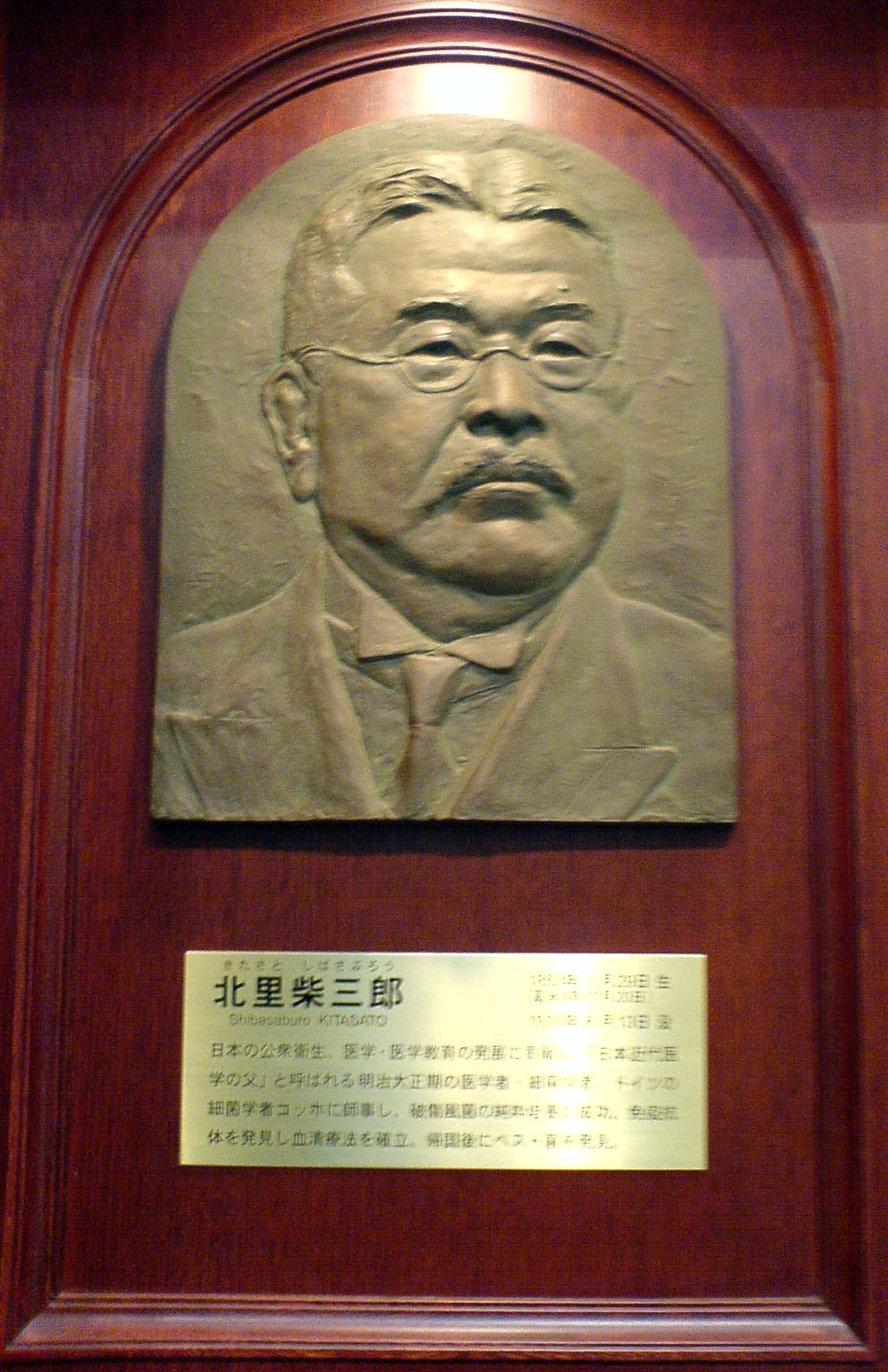
北里柴三郎的半身浮雕

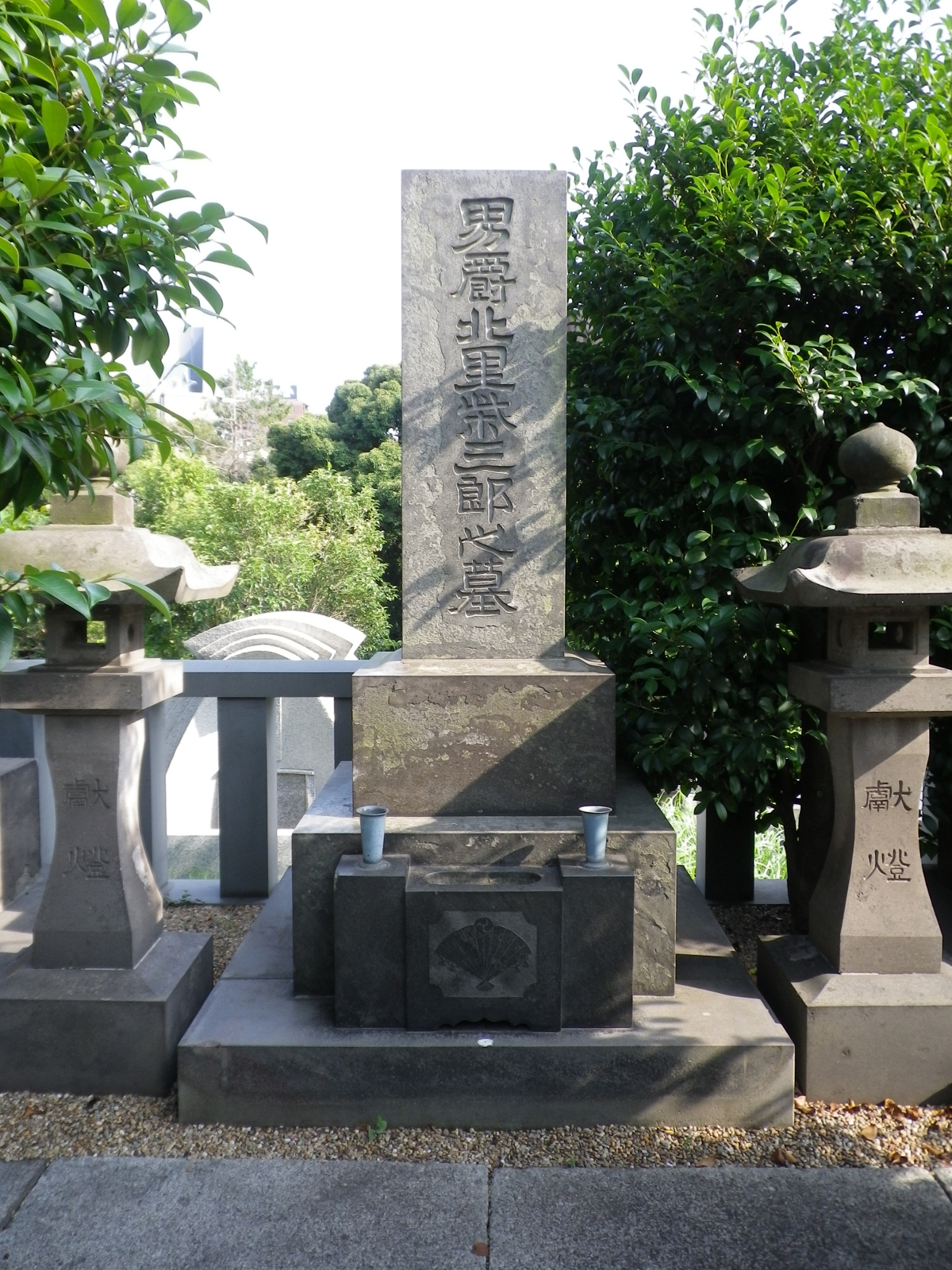
北里柴三郎之墓

### 爵位
- 1899年（明治32年）5月20日-正五位

- 1904年（明治37年）6月10日-从四位

- 1909年（明治42年）6月21日-正四位

- 1914年（大正3年）
  - 7月10日-从三位
  - 11月30日-正三位

- 1931年（昭和6年）6月13日-从二位

### 勋章
- 1892年（明治25年）12月29日-勋三等瑞宝章

- 1894年（明治27年）10月13日-旭日绶章

- 1906年（明治39年）4月1日-勋二等瑞宝章

- 1911年（明治44年）8月25日-一对金杯

- 1919年（大正8年）10月25日-旭日重光章

- 1920年（大正9年）
  - 6月11日-一组金杯
  - 12月1日-一组银杯

- 1924年（大正13年）2月11日-男爵

- 1928年（昭和3年）11月10日-大礼纪念章

- 1931年（昭和6年）
  - 1月16日-一组带花纹的银杯
  - 6月13日-勋一等旭日大绶章

### 外国勋章
- 1909年（明治42年）8月20日-普鲁士王国：星章赤鹫第二等勋章

- 1910年（明治43年）12月24日-挪威王国：圣奥拉夫第二等甲级勋章

- 1914年（大正3年）5月14日-法国：莱昂多努尔勋章

### 学术奖
- 1892年（明治25年）5月1日-普鲁士王国：普鲁夫埃索

## 亲属
妻子與子女
- 妻：北里乕（1867-1926）第六任日本銀行總裁松尾臣善次女，於1883年結婚後育有3男3女。
  - 長女：北里康子（1893-1981）畢業於學習院女子學院，丈夫為曾任東寶株式會社社長的渡邊銕藏。
  - 長子：北里俊太郎（1895-1953）曾任職三井物產，後為北里研究所顧問。第一任妻子為土木・铁路技术人员杉浦宗三郎之三女杉浦てる子，兩人婚後育有一子。1925年俊太郎於三井物产任职期间，与年齡相差9岁，22岁的赤坂艺妓琴寿，前往中禅寺湖殉情未遂（艺妓溺斃）。与てる子离婚后（てる子与担任大藏官僚的日本长期信用银行首任董事长原邦道再婚），於1927年與椎野婦美子再婚，婦美子為横滨丝织品商人椎野正兵卫商店长女。
  - 次子：北里善次郎（1897-1978）北里研究所所長，理學博士。
    - 孫：北里一郎（1932- ）明治製菓株式會社最高顧問。

  - 四子：北里良四郎（1907-1947）研讀工学，之後成为实业家。

庶子
- 與外室柴崎ナカ所生：
  - 北里文太郎（1918-生歿不明）
  - 北里武次郎（1922-生歿不明，生物學家）

- 與外室三村こおと所生：
  - 北里トミ（1915-生歿不明）
  - 北里陽子（1918-生歿不明）
  - 北里正十郎（1921-生歿不明）

兄弟
- 北里裟袈男：弟。朝日生命保険（现為朝日生命保险相互會社）大股东、常务董事，弥生无尽公司顾问，妻為柴三郎妻子乕之妹。
- いく：妹。夫為任職神官的藏原惟晓，兒子為诗人藏原伸二郎。
- しう：妹。夫為藏原惟曉之弟，政治家藏原惟郭，兒子為評論家藏原惟人。

其他子孙还有担任熊本县议会议长的北里达之助。

## 紀念

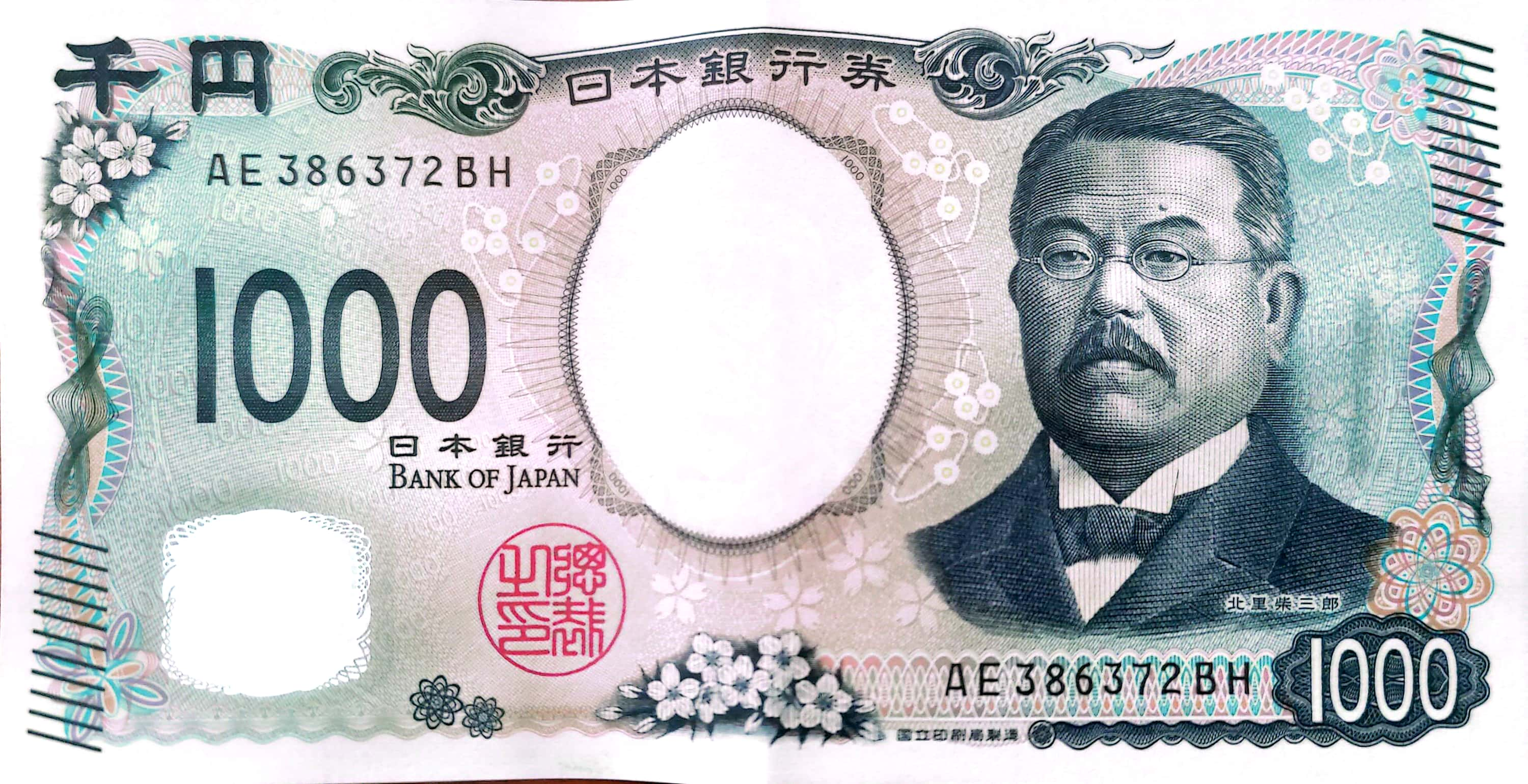
日本銀行2024年發行的最新一千日圓紙幣

- 日本銀行2024年發行的最新一千日圓紙幣布氏烧瓶（北里燒瓶）
- 北里孢菌屬（Kitasatospora）
- 貝林、北里獎（ベーリング・北里賞）
- 熊本縣北里車站（因宮原線廢止，已於1984年12月1日關站）
- 柯霍北里神社：位於東京都港區北里大學白金校區內，供奉北里柴三郎與他的恩師德國細菌學家羅伯·柯霍。
- 日本副總理暨財務大臣麻生太郎於2019年4月9日的記者會上公佈新款日圓紙鈔的設計，其中1,000元紙鈔上的人物為北里柴三郎。日本銀行於2023年12月12日宣布，新款紙鈔將於2024年7月3日正式發行[6][7]。

### 相關書目
- Julius H. Comroe Jr.『医学を変えた発見の物語（新訳版）』諏訪邦夫訳、中外医学社、1998年。ISBN 4-498-00958-4
- 土屋雅春（日语：土屋雅春）『医者のみた福澤諭吉―先生、ミイラとなって昭和に出現』中央公論社〈中公新書〉、1996年。ISBN 4-12-101330-1
- 山崎光夫（日语：山崎光夫）『ドンネルの男・北里柴三郎』（上・下）東洋經濟新報社、2003年。ISBN 4-492-06133-9 ISBN 4-492-06134-7